# Райнхард II фон Щолберг
Райнхард II фон Щолберг (на немски: Reinhard II von Stolberg; † сл. 1166) от фамилията Щолберг, е господар на Щолберг в Харц.

## Произход
Той е син на Вилхелм I фон Щолберг († сл. 1151). Внук е на Райнхард I фон Щолберг († сл. 1118) и правнук на Вилхелм фон Щолберг, господар на Френц († пр. 1100), и съпругата му фон Рандерат. Брат му Евервин е каноник в „Св. Гереон“ в Кьолн.

## Деца
Райнхард II фон Щолберг има един син:
- Вилхелм II фон Щолберг († 5 април 1258), господар на Щолберг-Гронсфелд, женен за Лутгардис фон Гронсфелд († сл. 1258) и има един син:
  - Райнхард III фон Щолберг († сл. 1285), женен за Беатрикс фон Васенберг († сл. 1261), баща на:
    - Рутгер фон Гронсфелд († ок. 1282), баща на:
      - Йохан I фон Гронсфелд († 1324), женен за Маргарет фон Мероде († сл. 1326)